# Аймаумахи
Аймаумахи (дарг. ГӀяймаумахьи, в пер. «Отсёлок под загонами») — село в Сергокалинском районе Дагестана.
Образует Аймаумахинскую сельскую администрацию (включает села: Аймаумахи, Хабкаймахи, Чабазимахи).
Центр сельсовета с 1935 года.

## География
Село расположено у истока р. Инчхеозень, в 22 км к юго-востоку от районного центра — села Сергокала.

## Население
| 1895 | 1926 | 1939 | 1970 | 1989 | 2002 | 2010 |
| ---- | ---- | ---- | ---- | ---- | ---- | ---- |
| 190  | ↗356 | ↘226 | ↘158 | ↗272 | ↗337 | ↘256 |
| 2021 |      |      |      |      |      |      |
| ↘133 |      |      |      |      |      |      |

## История
- Образовано в середине XIX века переселенцами из села Урахи Сергокалинского района.
- В 1975 хут. Аябурхимахи, Каданимахи, Кулламахи влились в Аймаумахи[15]

## Известные уроженцы
- Азизов, Гусейн Азизович (1931—2005) — Герой Социалистического Труда, нефтяник, первый секретарь Горкома города Избербаш.
- Магомед Гамидов (1930—2016) — народный поэт Дагестана
- Азиз Иминагаев (1892—1944) — поэт. Участник ВОВ.
- Умурахиль Шапиева (1924—2000) — писательница. Заслуженный работник культуры РСФСР.